# Gynoplistia nigriventris
Gynoplistia nigriventris là một loài ruồi trong họ Limoniidae. Chúng phân bố ở miền Australasia.